# Dmitri Flis
Dmitri Flis, nella traslitterazione dal russo Dmitrij Sergeevič Flis (in russo Дмитрий Сергеевич Флис?; Kaliningrad, 22 ottobre 1984), è un cestista russo naturalizzato spagnolo.

## Palmarès
- Liga catalana: 1

Joventut Badalona: 2005
- Copa del Rey: 1

Joventut Badalona: 2008
- FIBA EuroCup: 1

Joventut Badalona: 2005-06
- ULEB Cup: 1

Joventut Badalona: 2007-08